# Tétagouche-Nord
Tétagouche-Nord ou North Tetagouche,,, est un village du comté de Gloucester, au nord-est de la province canadienne du Nouveau-Brunswick. Le village a le statut de DSL sous le nom légal de North Tetagouche. Dans le cadre de la réforme de la gouvernance locale du 1er janvier 2023, le territoire du DSL a été réparti entre la ville de Belle-Baie et la cité de Bathurst.

## Toponyme
Le village est nommé ainsi d'après sa position au nord de la rivière Tétagouche. Le nom de cette dernière dérive possiblement du micmac Odoodooguech, ce qui signifie « écureuil », et non « rivière de fée » comme l'a supposé Cooney en 1832, ni « petite rivière » selon Flinne en 1893, ni du français « tête à gauche ».

## Géographie

### Situation et topographie
Tétagouche-Nord est situé dans la région Chaleur, à sept kilomètres à vol d'oiseau et à 10 kilomètres de route à l'ouest du centre-ville de Bathurst.
Tétagouche-Nord possède un territoire grossièrement rectangulaire, limitrophe de Dunlop au nord-est, de la paroisse de Bathurst au sud et de la paroisse de Beresford sur les autres côtés.
Tétagouche-Nord est situé, comme son nom l'indique, sur la rive nord de la rivière Tétagouche. Un autre cours d'eau important est la rivière Peters, qui prend sa source dans l'ouest du territoire. Les deux cours d'eau coulent en direction est et la vallée de la rivière Tétagouche est abrupte. Il y a deux lacs situés le long de la rivière Peters et un le long d'un affluent, mesurant chacun près de 150 mètres de diamètre. Le village est situé dans les contreforts des Appalaches. L'altitude s'élève graduellement vers l'ouest et varie entre 50 mètres et 160 mètres.
Il y a quelques champs à Tétagouche-Nord mais la plupart du territoire est recouvert par la grande forêt qui s'étend dans tout le centre de la province sur des centaines de kilomètres carrés.
Tétagouche-Nord est composé d'un quartier résidentiel central au bord de la rivière, le long du chemin North Tetagouche, d'un hameau vers l'ouest sur le même chemin et d'un autre à l'est, au bord de la route 322.
Tétagouche-Nord est généralement considéré comme faisant partie de l'Acadie.

## Histoire
Tétagouche-Nord est situé dans le territoire historique des Micmacs, plus précisément dans le district de Gespegeogag, qui comprend le littoral de la baie des Chaleurs.
La seigneurie de Népisiguit est concédée en 19 mars 1691 au Sieur Jean Gobin, un marchand de Québec; elle avait un territoire long de 12 lieues et profond de 10 lieues, à partir du littoral de la baie et probablement centré sur la rivière Népisiguit ce qui, selon William Francis Ganong, inclut le site de Tétagouche-Nord. Gobin donne la seigneurie à Richard Denys de Fronsac. La seigneurie, par l'héritage à sa femme, tombe aux mains de Rey-Gaillard, qui la possédait en 1753. Cooney parle d'une concession à un certain Enaud, qui est vraisemblablement Philippe Hesnault, seigneur de Pokemouche et peut-être agent de Gobin.
En 1825, le territoire est touché par les Grands feux de la Miramichi, qui dévastent entre 10 000 km2 et 20 000 km2 dans le centre et le nord-est de la province et tuent en tout plus de 280 personnes,.
Tétagouche-Nord est fondé sous le nom de Kinsale vers 1841 par des fermiers irlandais.
Au tournant du XXe siècle, de nombreux Acadiens émigrent vers les États-Unis, alors que les terres deviennent de plus en plus rares dans les villages anciens. Le clergé favorise alors la fondation de nouveaux villages, en souhaitant aussi réduire la dépendance des pêcheurs envers les marchands anglo-protestants; c'est ainsi qu'est fondé Tétagouche.

## Administration

### Comité consultatif
En tant que district de services locaux, Tétagouche-Nord est administré directement par le Ministère des Gouvernements locaux du Nouveau-Brunswick, secondé par un comité consultatif élu composé de cinq membres dont un président.

### Commission de services régionaux
Tétagouche-Nord fait partie de la Région 3, une commission de services régionaux (CSR) devant commencer officiellement ses activités le 1er janvier 2013. Contrairement aux municipalités, les DSL sont représentés au conseil par un nombre de représentants proportionnel à leur population et leur assiette fiscale. Ces représentants sont élus par les présidents des DSL mais sont nommés par le gouvernement s'il n'y a pas assez de présidents en fonction. Les services obligatoirement offerts par les CSR sont l'aménagement régional, l'aménagement local dans le cas des DSL, la gestion des déchets solides, la planification des mesures d'urgence ainsi que la collaboration en matière de services de police, la planification et le partage des coûts des infrastructures régionales de sport, de loisirs et de culture; d'autres services pourraient s'ajouter à cette liste.

### Représentation
Nouveau-Brunswick: Tétagouche-Nord fait partie de la circonscription de Nepisiguit, qui est représentée à l'Assemblée législative du Nouveau-Brunswick par Ryan Riordon, du Parti progressiste-conservateur. Il fut élu en 2010.
 Canada: Tétagouche-Nord fait partie de la circonscription fédérale d'Acadie-Bathurst. Cette circonscription est représentée à la Chambre des communes du Canada par Yvon Godin, du NPD. Il fut élu lors de l'élection de 1997 contre le député sortant Doug Young, en raison du mécontentement provoqué par une réforme du régime d’assurance-emploi.

## Économie
L'activité économique de la région est dominée par l'exploitation forestière, les mines et les télécommunications. Le plus grand nombre d'emplois est toutefois disponible dans les services publics. L'activité économique est en fait concentrée à Bathurst. Au village, le développement résidentiel est au ralenti à cause de l'insécurité causée par la fermetures de mines et d'usines.
Entreprise Chaleur, un organisme basé à Bathurst faisant partie du réseau Entreprise, a la responsabilité du développement économique de la région.

## Vivre à Tétagouche-Nord

### Éducation
Tétagouche-Nord fait partie du sous-district 4 du district scolaire Francophone Nord-Est. Les élèves francophones bénéficient d'écoles à Bathurst. La ville de Bathurst compte le CCNB-Bathurst et Shippagan possède un campus de l'Université de Moncton.
Les anglophones bénéficient des écoles de Bathurst. Les établissements d'enseignement supérieurs anglophones les plus proches sont à Fredericton ou Miramichi.
Il y a une bibliothèque publique à Bathurst.

### Autres services publics
Les services et la presque totalité des commerces sont situés à Bathurst.
Tétagouche-Nord, comme plusieurs localités de la région Chaleur, partage ou achète plusieurs de ses services. Ainsi, l'aménagement du territoire est de la responsabilité de la Commission d'urbanisme de Belledune. Le service de police est assuré par le poste de la Gendarmerie royale du Canada de Bathurst alors que la protection contre les incendies est assurée par le service régional d'incendie Sainte-Anne. Cette ville dispose aussi de l'hôpital régional Chaleur et d'un poste d'Ambulance Nouveau-Brunswick. La localité partage aussi le financement du Centre régional K.C. Irving. La collecte des déchets et matières recyclables est effectuée par la Commission de gestion des déchets solides de Népisiguit-Chaleur.
Les francophones bénéficient du quotidien L'Acadie nouvelle, publié à Caraquet, ainsi qu'à l'hebdomadaire L'Étoile, de Dieppe. Ils ont aussi accès à l'hebdomadaire Hebdo Chaleur, publié à Bathurst. Les anglophones bénéficient des quotidiens Telegraph-Journal, publié à Saint-Jean ainsi que de l'hebdomadaire Northern Light, de Bathurst.

## Culture

### Personnalités
- La Famille LeBlanc